# Khonkho Wankane
Khonkho Wankane o Qhunqhu Wankani, es un sitio arqueológico preincaico de Bolivia correspondiente a un sitio político ritual de la cultura Tiahuanaco. Se ubica cerca del cerro Quimsachata a 30 kilómetros al sur de Tiwanaku, en el municipio de Jesús de Machaca de la provincia de Ingavi en el departamento de la Paz.
Sus inicios datan del periodo formativo tardío, posiblemente construido entre los años 100 a. C. y 500 d. C. Fue descubierto por un minero llamado Valentín López y posteriormente fue excavada por el arqueólogo Maks Portugal. Entre 2001 y 2007 se llevó a cabo el Proyecto Jach’a Machaca, dirigido por el arqueólogo estadounidense John Janusek, donde se investigó esta región y excavó una gran extensión del sitio Khonkho.

## Descripción
El sitio arqueológico comprende dos montículos artificiales, el más grande de ellos es denominado «Khonkho» y el más pequeño es denominado «Putuni», ubicado al norte del anterior. En cada uno de ellos existe un templo hundido semisubterraneo, a la manera de Tiwanaku que a su vez también está enmarcado con piedras largas dispuestas verticalmente similar a Kalasasaya.
Las construcciones de Khonkho Wankane fueron hechas en arenisca roja y se cree que fue habitado por un número de 1000 personas durante su mayor apogeo. Además es considerado la segunda ciudad en importancia de los tiahuanacotas, después de Tiwanaku.
En su punto máximo, el sitio cubría un área de alrededor de 7 hectáreas con al menos tres templos hundidos, varias plataformas grandes, una plaza central y algunas casas circulares.

## Los monolitos
En este sitio arqueológico fueron hallados 3 monolitos en arenisca roja, cuya iconografía representa serpeintes, cóndores, rayos, y animales mitológicos. Los monolitos fueron denominados «tata Kala» (del aimara: tata kala ‘padre piedra’), «jinchun kala» (del aimara: jinchun kala ‘piedra con orejas’) y «wila kala» (del aimara: wila kala ‘piedra roja’).